# 이아페토스
이아페토스(고대 그리스어: Ἰαπετός Iapetos[*])는 그리스 신화에서 티탄(거신족)으로 우라노스와 가이아의 아들이다.
오케아노스와 테튀스의 딸인 클리메네 혹은 아시아와 결혼하여 아틀라스, 프로메테우스, 에피메테우스, 메노이티오스 등의 아들을 낳았다. 프로메테우스의 후손인 데우칼리온이 대홍수에서 살아남아 인류의 조상이 된다. 새벽별의 신인 헤스페로스 혹은 루키페르 역시 이아페토스의 아들이라 한다.
헤시오도스의 작품에서 프로메테우스의 아버지는 이아페투스라고 나오는데, 어머니의 이름은 나오지 않았다. 또한 아이스킬로스에서는 프로메테우스의 아버지 이름은 나오지 않고, 어머니는 테미스라고 한다. 
기독교 성경 창세기에 나오는(창 6:10,) 노아의 아들 세명 중 한 명인 야벳(יֶפֶת) 이 바로 이 이아페토스에서 유래했다고도 한다. (혹은 야벳에서 이아페토스가 나왔다고도 함)